# Stenrosen
Stenrosen var en dansk musikgruppe som spillede i slutningen af 1970'erne og starten af 1980'erne.
Den oprindelige besætning var som følger:
- Bas, Flemming Kempf
- Trommer, Peter Aalbæk Jensen
- Keyboards, Bjarne Brems
- Vokal og guitar, Peter Aaen
- Vokal, Lisbeth Madsen, Mette Boel Seibæk

Gruppen udgav 2 LP'er:
- Stenrosen – 1978
- Fremmed – 1980.

Stenrosen ændrede markant stil da de indspillede "Fremmed". Lyden blev mere rocket. Dette skyldtes i høj grad Peter Aaens udtrædelse af musikgruppen samt Henrik Tvedes tiltrædelse som guitarist.